# Алексеев, Николай Валентинович
Николай Валентинович Алексеев (22 сентября 1942 — 19 ноября 1996) — советский и российский актёр.

## Биография
Родился 22 сентября 1942 года.
В 1964 году окончил Ленинградский институт театра, музыки и кино, курс Б. А. Жутовского. В 1964—1966 — актёр ленинградских театров им. Ленинского Комсомола и им. Комиссаржевской. С 1966 года — актёр Театра Сатиры, с 1968 года — Драматического театра им. Гоголя. С 1988 года работал в Театре на Красной Пресне.
Умер 19 ноября 1996 года на 55-м году жизни. Похоронен в Москве на Троекуровском кладбище.

## Признание и награды
- Заслуженный артист РСФСР

## Творчество

### Роли в театре
- Тарелкин («Дело» А. В. Сухово-Кобылина);
- Уханов («Горячий снег» по Ю. В. Бондареву);
- Иван Ильич («Смерть Ивана Ильича» по Л. Н. Толстому);
- Флоран («Священные чудовища» Ж. Кокто);
- Кругель («Игроки» Н. В. Гоголя) и др.

#### Театр на Красной Пресне
- Дорн («Вот тебе театр, дальше — пустое пространство…» по «Чайке» А. П. Чехова);
- Несчастливцев («Нужна трагическая актриса» по «Лесу» А. Н. Островского);
- Винни-Пух («Вчера наступило внезапно, или Прощай, „Битлз“!» по рассказам А. Милна);
- Чебутыкин («Три сестры» Чехова);
- Подколёсин («Когда я творил, я видел перед собой только Пушкина» по «Женитьбе» Гоголя) и др.

### Фильмография
- 1970 — Море в огне
- 1971 — Верхом на дельфине (фильм-спектакль)
- 1972 — На Севере, на Юге, на Востоке, на Западе
- 1972 — Всегда начеку
- 1976 — Солдаты свободы | Vojáci Svobody / A szabadság katonái
- 1976 — Весенний призыв — майор
- 1981 — Долгий путь в лабиринте — отец Феоктист
- 1984 — Дорога к себе
- 1985 — Страховой агент — Рыжков
- 1985 — В стреляющей глуши
- 1987 — Прошу не называть мою фамилию (фильм-спектакль) — телеоператор
- 1987 — Моя дорогая
- 1988 — Будни и праздники Серафимы Глюкиной — тренер
- 1989 — То мужчина, то женщина
- 1990 — Ловкач и Хиппоза
- 1991 — Чужая сторона — шофёр Юрка
- 1992 — Чёрный квадрат — Павел Семёнович Сатин
- 1993 — Если бы знать… — эпизод
- 1997 — Чистилище — Аслан